# Albanien i olympiska sommarspelen 2004
Albaniens trupp vid olympiska sommarspelen 2004 innehöll 7 aktiva. Det var fjärde gången Albanien skickade en trupp till ett olympiskt spel, och den första gången var 1972.

## Brottning
Fjädervikt, fristil
- Sahit Prizreni, 17:e plats

## Friidrott
Herrarnas släggkastning
- Dorian Collaku, utslagen i kvalet

Damernas 400 meter häck
- Klodiana Shala, utslagen i kvalet

## Simning
50 m frisim herrar
- Kreshnik Gjata, 66:e plats, utslagen i första omgången

50 m frisim damer
- Rovena Marku, 60:e plats, utslagen i första omgången

## Tyngdlyftning
Herrar 62 kg
- Gert Trasha, 14:e plats

Herrar 77 kg
- Theoharis Trasha, 13:e plats